# Палюмбецький Олександр Іванович
Олександр Іванович Палюмбецький (1811, м. Казань — 18 (30) листопада 1897, Харків) — юрист, ректор Харківського університету (1850—1852, 1872—1873).

## Життєпис
Народився в Казані в сім'ї священика. Закінчив Казанську духовну семінарію.
З 1829 року — студент філософсько-юридичного факультету Головного педагогічного інституту. У 1836—1838 рр. навчався за кордоном.
Після повернення у 1838 р. призначений у Харківський університет.
У 1844 році захистив докторську дисертацію «О системе судебных доказательств древнего германского права сравнительно с Русскою Правдою и позднейшими русскими законами, находящимися с ним в ближайшем соотношении» («Про систему судових доказів стародавнього германського права у порівнянні з Руською Правдою та пізнішими російськими законами, що перебувають з ним у найближчому співвідношенні»). Був обраний екстраординарним, а в 1845 р. — ординарним професором університету.
Працювів ад'юнктом, професором кафедри енциклопедії права та історії філософії права. Читав лекції з історії російського права, енциклопедії законознавства, про державні установи, курс основних законів Російської імперії, а також кримінальне право. Вперше в університеті запровадив уроки практичного діловодства.
У 1842—1845 — секретар юридичного факультету. У 1863—1866, 1869—1870 та у 1872 р. — декан юридичного факультету.
У 1870 р. обраний суддею університетського суду.
У 1850—1852, 1872 −1873 рр. — ректор Харківського університету.
У 1876 році вийшов у відставку, після цього ще деякий час читав лекції студентам університету.
З 1875 р. — почесний член університету.
У 1886 р. була заснована премія імені А. І. Палюмбецького за кращі студентські роботи.
Нагороджений орденами Св. Станіслава І, ІІ ступенів; Св. Володимира ІІ ступеня; Св. Анни ІІ ступеня.

## Наукова діяльність
Основні напрями наукових досліджень — загальна теорія права, система судових доказів, пенітенціарна система. Досліджував також історію права.

## Праці
- Про систему судових доказів древнього германського права порівняно з Руською Правдою та більш пізніми руськими законами, які знаходяться з ним у найближчому співвідношенні (1844)
- Про виникнення і розвиток пенітенціарної системи (1854),
- Питання про словесність і публічність суду (1859).
- «Про слідство у словесному і публічному судочинстві» (1860).